# تپه‌های نیدآب ۱
تپه‌های نیدآب ۱ مربوط به سده‌های اولیه و میانه دوران‌های تاریخی پس از اسلام است و در شهرستان استهبان، بخش مرکزی، شمال شرق شهر ایج، منطقه قاش رضایی، جاده خاکی بید مش باقری، ۴۰۰ متری جنوب شرق تلمبه اصغر مرادی واقع شده و این اثر در تاریخ ۱۵ دی ۱۳۸۷ با شمارهٔ ثبت ۲۴۲۰۰ به‌عنوان یکی از آثار ملی ایران به ثبت رسیده است.